# Vutnesj-Jaure
Vutnesj-Jaure är en sjö i Kiruna kommun i Lappland och ingår i Torneälvens huvudavrinningsområde. Sjön har en area på 0,713 kvadratkilometer och ligger 690 meter över havet. Vutnesj-Jaure ligger i Torne och Kalix älvsystem Natura 2000-område. Sjön avvattnas av vattendraget Vutnesj-Jåkkå.

## Delavrinningsområde
Vutnesj-Jaure ingår i det delavrinningsområde (763645-170392) som SMHI kallar för Utloppet av Vutnesj-Jaure. Medelhöjden är 745 meter över havet och ytan är 13,24 kvadratkilometer. Räknas de 4 avrinningsområdena uppströms in blir den ackumulerade arean 49,77 kvadratkilometer. Vutnesj-Jåkkå som avvattnar avrinningsområdet har biflödesordning 4, vilket innebär att vattnet flödar genom totalt 4 vattendrag innan det når havet efter 486 kilometer. Avrinningsområdet består mestadels av kalfjäll (94 procent). Avrinningsområdet har 0,81 kvadratkilometer vattenytor vilket ger det en sjöprocent på 6,1 procent.